# چاقودندانی‌ها
چاقودندانی‌ها(نام علمی: Smilodontini) نام یک تبار از زیرخانواده دندان‌خنجری‌ها است.